# Константинов, Александр Павлович
Алекса́ндр Па́влович Константи́нов (9 ноября (21 ноября) 1895, Санкт-Петербург — 26 мая 1937, Ленинград) — советский учёный-физик и изобретатель в области радиофизики и электроники.

## Биография
Родители учёного происходили из крестьян Костромской губернии. Отец, Павел Федосеевич Константинов (род. 1874), лет в 14—15 отправился в Петербург на отхожий промысел. Поработав разносчиком в чайной торговле и подсобником в немецкой хлебопекарне, в 16 лет стал маляром. Работал десятником, впоследствии прорабом у подрядчика Корнилова. В 1900 вошёл в дело Корнилова как компаньон, затем стал самостоятельным подрядчиком строительных работ. Выполнял довольно значительные частные и государственные подряды и стал владельцем крупной недвижимости. Мать, Агриппина Петровна Константинова (род. 1876), урождённая Смирнова, в 19 лет вышла замуж и всю жизнь была домашней хозяйкой. Родила 8 сыновей и 4 дочерей, из которых трое умерли в раннем возрасте.
Александр Павлович родился в Санкт-Петербурге в 1895 году. Окончив в 1913 году реальное училище, Александр поступил на механическое отделение Петербургского Технологического института, в котором учился с большим перерывом на службу в армии. Во время первой Мировой войны служил в радиотехнической роте электротехнического батальона, обслуживавшего самую мощную в империи Царскосельскую радиостанцию под Петроградом, где познакомился с Л. С. Терменом. В 1919—1922 годах служил электриком на Балтийском флоте. В 1923 году окончил Технологический институт.
В 1923—1935 годах работал в Физико-техническом институте, где, будучи сотрудником лаборатории Л. С. Термена, занимался созданием и внедрением системы охранной сигнализации банков и музеев. Был доцентом физического факультета ЛГУ, преподавателем Военной электротехнической академии, консультантом в ЦНИГРИ и Пулковской астрономической обсерватории (1921—1935).
В ночь на 1 ноября 1936 года был арестован по «Пулковскому делу». В мае 1937-го осуждён по обвинению в контрреволюционной деятельности и расстрелян. Реабилитирован в 1956 году.

## Научная деятельность
Разработал высокоточный сейсмограф и ряд приборов для Пулковской обсерватории.
Совместно с Л. С. Терменом занимался разработкой систем электронного телевидения. В 1930-м году первым в мире предложил проект передающей ТВ-трубки с накоплением и коммутацией зарядов электронным лучом на основе внешнего фотоэффекта.

## Семья
- Младший брат — Б. П. Константинов.
- Жена — Людмила Михайловна. Также была арестована и приговорена к 8 годам заключения, из которых 7 провела в колымских лагерях.
- Две дочери.

## Память
Имя А. П. Константинова упомянуто на памятнике-кенотафе пулковским астрономам — жертвам политических репрессий, установленном в 1996 году на кладбище при обсерватории.